# Ritterkanton Mittelrhein

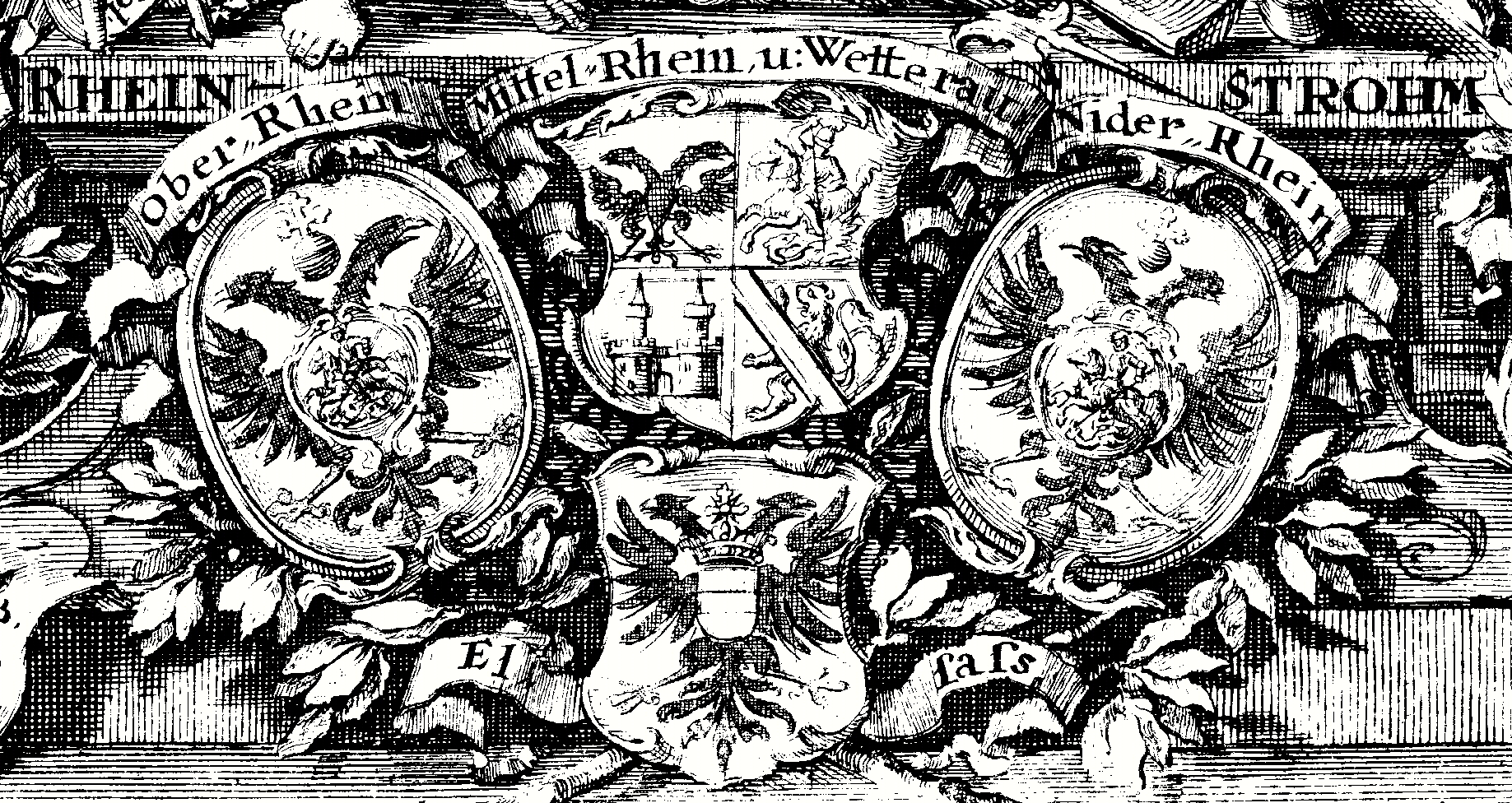
Symbolische Darstellung für die rheinischen Ritterkantone von 1721

Der Ritterkanton Mittelrhein, auch mit dem Zusatz Wetterau, war einer der drei Kantone der Reichsritterschaft am Rhein.

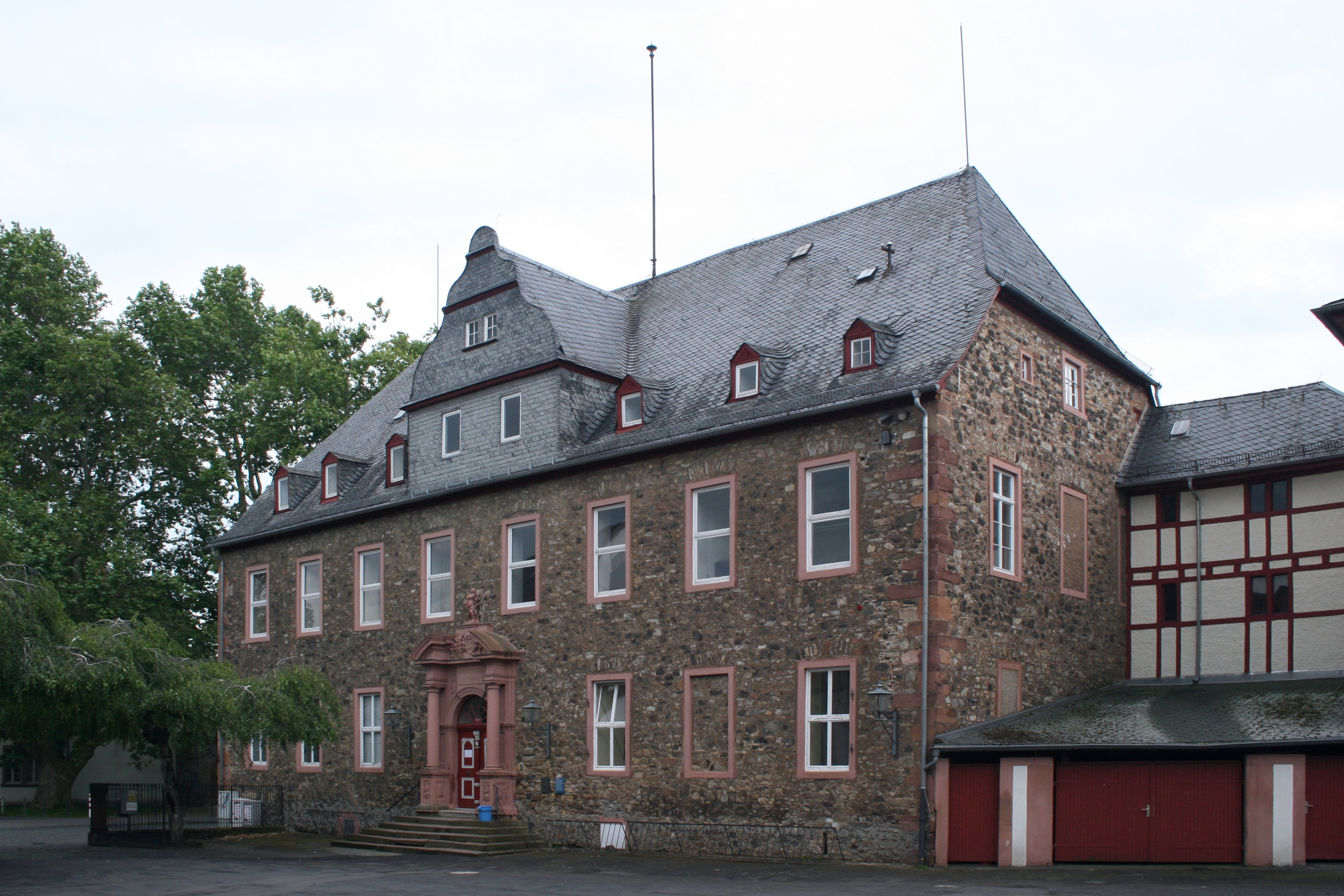
Kanzleigebäude in der Burg Friedberg, erbaut 1512, 1705 umgebaut. Im Gebäude befand sich lange der Sitz der Mittelrheinischen Reichsritterschaft, heute ist es Teil des Burggymnasiums.

## Gliederung der Ritterkreise
Die freie Reichsritterschaft in Südwestdeutschland gliederte sich seit dem 16. Jahrhundert in einen rheinischen, fränkischen und schwäbischen Ritterkreis, die sich wiederum aus verschiedenen Kantonen zusammensetzten. Der Ritterkreis am Rheinstrom untergliederte sich in die Kantone Oberrhein, Mittelrhein und Niederrhein. Der Ritterkanton Mittelrhein schloss auch die Landschaft Wetterau mit ein. Der Sitz befand sich lange Zeit in der dortigen Reichsburg Friedberg, der Friedberger Burggraf war bis ins 18. Jahrhundert gleichzeitig Direktor des Ritterkantons. Bei der Entstehung des Kantons hatte der Friedberger Burggraf Johann Brendel von Homburg eine maßgebliche Rolle gespielt.

## Adelsfamilien im Kanton Mittelrhein
Dem Ritterkanton Mittelrhein gehörten unter anderem folgende Familien an:
- Reichsfreiherren von Bartheld, von Andreae, Freiherren von Heyles und von Bouchenröder als Schwiegersöhne (von Andreae am 3. Oktober 1744 von Kaiser Karl VII. in den Reichsfreiherrenstand erhoben und Besitzer des Bromhofs in Eschborn)[4]
- Bellersheim
- Bettendorff
- Boos von Waldeck
- Botzheim
- Freiherren und Grafen zu Boineburg, 1662[5]
- Breidbach
- Breidenbach zu Breidenstein
- Brendel von Homburg
- Brömser von Rüdesheim
- Büches
- Bünau
- Buseck
- Carben
- Diede zum Fürstenstein
- Dienheim
- Düdelsheim
- Edelsheim
- Eltz
- Forstmeister von Gelnhausen
- Frankenstein
- Frei von Dehrn
- Gayling von Altheim
- Greiffenclau
- Günderrode
- Hattstein
- Heusenstamm
- Hilchen von Lorch
- Ingelheim
- Kämmerer von Worms, genannt Dalberg
- Kessel von Bergen
- Klüppel von Elkerhausen
- Köth von Wahnscheid
- Kratz von Scharfenstein
- Cronberg
- Landschad von Steinach
- Langeln
- Langwerth von Simmern
- Langenau
- Lerch von Dirmstein
- Leyen
- Löner von Laurenburg
- Löw von Steinfurth
- Mauchenheim
- Merlau
- Metternich
- Nordeck zur Rabenau
- Oeynhausen
- Praunheim
- Preuschen von und zu Liebenstein (1792)[6]
- Quadt: Haus Buschfeld[7]
- Raitz von Frentz
- Rau von Holzhausen
- Reifenberg
- Reyprecht von Büdingen
- Ritter zu Groenesteyn
- Rolshausen
- Rosenbach
- Rückingen
- Rüdigheim
- Schelme von Bergen
- Schlitz genannt von Görtz
- Schönborn
- Schütz von Holzhausen
- Schwalbach
- Selbold
- Specht von Bubenheim
- Stein zu Nassau
- Stockheim
- Trohe
- Wais von Fauerbach
- Waldbott von Bassenheim
- Walderdorff
- Weitolshausen genannt Schrautenbach